# Residenztheater

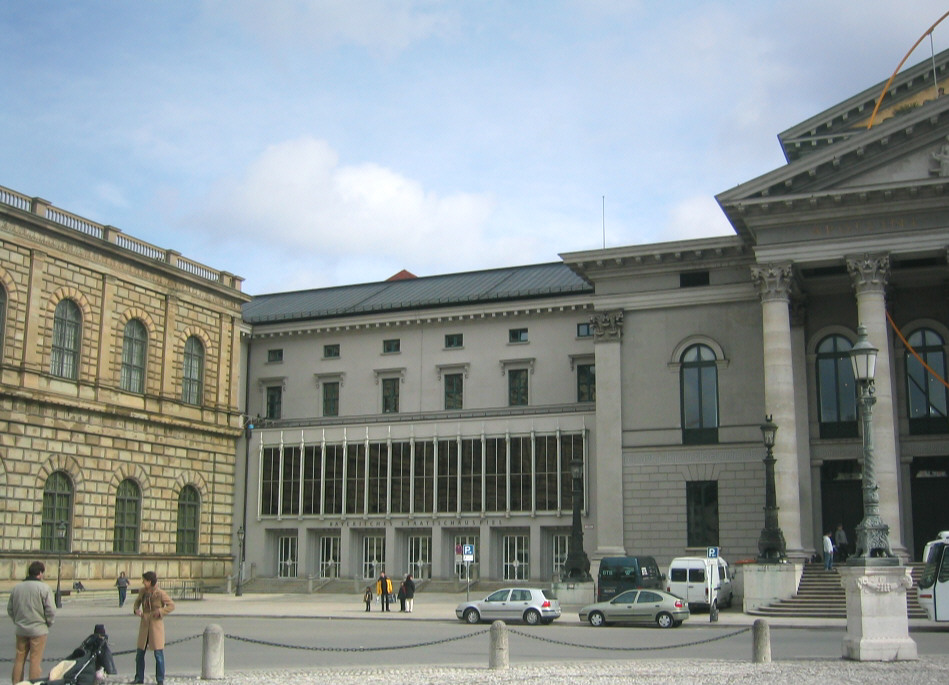
Residenztheater

Residenztheater är en teater i München
Residenztheater i München var ursprungligen ett operahus byggt runt 1750 för hovet i Bayern. Här uppfördes italienska operor och verk av Mozart. Byggnaden förstördes under andra världskriget och 1951 invigdes den nybyggda och nuvarande teatern. Byggnaden har därefter renoverats och återinvigdes 1991.
Ingmar Bergman arbetade på Residenztheater när han bodde i München 1976-1985.